# Велика Ліпа
Велика Ліпа (пол. Wielka Lipa, нім. Groß Leipe) — село в Польщі, у гміні Оборники-Шльонські Тшебницького повіту Нижньосілезького воєводства.
Населення — 410 осіб (2011).
У 1975-1998 роках село належало до Вроцлавського воєводства.

## Демографія
Демографічна структура станом на 31 березня 2011 року:
|          | Загалом | Допрацездатний вік | Працездатний вік | Постпрацездатний вік |
| -------- | ------- | ------------------ | ---------------- | -------------------- |
| Чоловіки | 210     | 38                 | 153              | 19                   |
| Жінки    | 200     | 28                 | 128              | 44                   |
| Разом    | 410     | 66                 | 281              | 63                   |